# Вијана до Кастело
Вијана до Кастело (порт. Viana do Castelo), или Виана Ду Каштелу, је значајан град у Португалији, смештен у њеном крајњем северозападном делу. Град је седиште истоименог округа Вијана до Кастело, где чини једну од општина.

## Географија
Град Вијана до Кастело се налази у крајње северозападном делу Португалије. Од главног града Лисабона град је удаљен 390 километара северно, а од Портоа град 75 северно.
Рељеф: Вијана до Кастело се на крајњем северу португалског приморја, у приобалном делу историјске области Мињо. Град се образовао око ушћа реке Лиме у Атлантско море. Ушће је у виду естуара.
Клима: Клима у Вијани до Кастело је блага умерено континентална клима са значајним утицајем Атлантика и Голфске струје (велике количине падавина).
Воде: Вијана до Кастело лежи на ушћу Лиме у Атлантски океан. Ушће је у виду естуара, па се на датом месту прво образовала лука, претеча града.

## Историја
Подручје Вијане до Кастело насељено још у време праисторије. Град је добио права трговишта 1253, а градска права 1848. године.
Током 16. века град је доживео процват, када је био једна од главних лука из којих су испловљавали бродови за истраживање Атлантика.
Град је стагнирао последњих векова, али се градска привреда покренула од 80-их година 20. века.

## Становништво
По последњих проценама из 2011. г. општина Вијана до Кастело има око 88 хиљаде становника, од чега око 37 хиљада живи на градском подручју. Општина је густо насељена.

## Партнерски градови
- Riom
- Ланкастер
- Авеиро
- Луго
- Portugal Cove-St. Philip's

## Галерија
- Поглед на стари део града
- Градска саборна црква, посвећена св. Луцији
- Палата Мизеркордија
- Градска железничка станица